# Coupe d'Afrique des nations de hockey en salle
La Coupe d'Afrique des nations de hockey en salle est une compétition continentale de hockey en salle qui oppose les meilleures équipes nationales masculines et féminines de hockey en salle d'Afrique, organisée par la Fédération africaine de hockey. La compétition est qualificative pour la Coupe du monde masculine de hockey en salle et la Coupe du monde féminine de hockey en salle.

## Histoire
La première édition de la Coupe d'Afrique des nations de hockey en salle devait se tenir du 1er au 9 mai 2010 à Windhoek en Namibie et servir de qualification pour la Coupe du monde 2011, néanmoins l'Afrique du Sud déclare forfait et la Namibie se qualifie donc d'office pour le Mondial.
La première édition se tient finalement en avril 2014 à Windhoek en Namibie et ne concerne que deux sélections, l'Afrique du Sud et la Namibie qui s'affrontent sur une série de trois matchs,.
L'édition suivante a lieu en juin 2017 à Swakopmund en Namibie avec trois nations participantes, l'Afrique du Sud, la Namibie et le Zimbabwe.
La compétition suivante est initialement prévue en septembre 2020, mais elle est repoussée à l'année suivante en raison de la pandémie de Covid-19 ; elle se tient alors en avril 2021 à Durban en Afrique du Sud.
La Namibie remporte la compétition chez les femmes.
L'édition 2024 se déroule au MTC Dome Namibia de Swakopmund en mai, avec quatre nations participantes : l'Afrique du Sud, le Botswana, la Namibie et le Zimbabwe.

## Palmarès

### Hommes
| Édition | Lieu                   | Vainqueur      | Deuxième       | Troisième |
| ------- | ---------------------- | -------------- | -------------- | --------- |
| 2014    | Windhoek, Namibie      | Afrique du Sud | Namibie        | -         |
| 2017    | Swakopmund, Namibie    | Afrique du Sud | Namibie        | Zimbabwe  |
| 2021    | Durban, Afrique du Sud | Afrique du Sud | Namibie        | Botswana  |
| 2024    | Swakopmund, Namibie    | Namibie        | Afrique du Sud | Zimbabwe  |

### Femmes
| Édition | Lieu                   | Vainqueur      | Deuxième       | Troisième |
| ------- | ---------------------- | -------------- | -------------- | --------- |
| 2014    | Windhoek, Namibie      | Afrique du Sud | Namibie        | -         |
| 2017    | Swakopmund, Namibie    | Namibie        | Afrique du Sud | Zimbabwe  |
| 2021    | Durban, Afrique du Sud | Namibie        | Afrique du Sud | Botswana  |
| 2024    | Swakopmund, Namibie    | Afrique du Sud | Namibie        | Zimbabwe  |